# NBA Live 08
NBA Live 08 est un jeu vidéo de basket-ball sorti en 2007 et fonctionne sur PlayStation 2, PlayStation 3, PlayStation Portable, Wii, Xbox 360 et téléphone mobile. Le jeu a été développé par EA Canada et HB Studios puis édité par Electronic Arts.

## Soundtrack
The NBA Live 08 soundtrack was:
- The Cool Kids - "88"
- Stephen Marley - "Hey Baby"
- Dub Pistols featuring Terry Hall - "Running from the Thoughts"
- Joss Stone - "Tell Me 'bout It"
- Eve featuring Swizz Beatz - "Tambourine"
- Aasim - "Customer"
- Mark Ronson featuring Tiggers - "Toxic"
- The D.E.Y. - "Get the Feeling"
- Datarock - "Fa-Fa-Fa"
- LCD Soundsystem - "Us v Them"
- DJ Jazzy Jeff featuring CL Smooth - "All I Know"
- DJ Vadim featuring Emo & Syrus - "Fear Feats"
- Kid Beyond - "Mothership"
- Timbaland featuring Keri Hilson - "The Way I Are"
- Unklejam - "Love Ya"
- The Hives - "Well Alright"
- Kevin Michael featuring Wyclef Jean - "It Don't Make Any Difference to Me"
- KRS-One & Marley Marl - "Hip Hop Lives"
- Mr. J. Medeiros - "Silent Earth (Ohmega Watts Remix)"[1]